# Guido Pincheri
Guido Pincheri (Premione di Stenico, 14 novembre 1899 – Trento, 26 marzo 1979) è stato un politico e antifascista italiano.

## Biografia
Rimasto orfano giovanissimo, fece i primi studi tecnici, ospite ,assieme al fratello minore Giuseppe, di un orfanotrofio ad Innsbruck. Scappato dall'orfanotrofio con il fratello, torna a Trento e comincia a 17 anni a lavorare come operaio in ferrovia. I ferrovieri, che potevano o vedevano "viaggiare", erano considerati, con i tipografi, che potevano "leggere", l'aristocrazia della classe operaia di allora.

Sposatosi a vent'anni, inizia anche la sua attività politica come responsabile del circolo socialista di Trento, durante il biennio rosso italiano (1919-1921).

Viene licenziato dalle Ferrovie dello Stato per via della sua attività di sindacalista nel 1923, l'anno in cui nacquero le prime esperienze di soccorso rosso in aiuto ai profughi che arrivavano a Trento dalle altre città italiane per sfuggire alle violenze fasciste.

Fu dirigente regionale del PSI dal 1924 al 1926; arrestato nel 1927, nel 1930 subì il confino a Lipari e Potenza e di nuovo nel 1937, ad Acerenza e Bianco di Calabria.

Così racconta a proposito della lotta clandestina di allora:

Perseguitato e "resistente" fino alla fine, non compromise mai nessuno; dal 1943 rappresentò la parte socialista nel CLN trentino.

Fu arrestato nel 1945 e internato nel lager di Bolzano fino alla Liberazione dell'aprile 1945. 

Nominato dal CLN dirigente sindacale unico, lasciò l'impegno per dedicarsi all'attività politica nel Comune di Trento: fu amministratore socialista nel 1946, assessore alle finanze prima, poi ai lavori pubblici fino al 1969, quando lasciò la vita pubblica ma non l'impegno politico.